# Вільчково (Мазовецьке воєводство)
Вільчково (пол. Wilczkowo) — село в Польщі, у гміні Вишогруд Плоцького повіту Мазовецького воєводства.
Населення — 131 особа (2011).
У 1975-1998 роках село належало до Плоцького воєводства.

## Демографія
Демографічна структура станом на 31 березня 2011 року:
|          | Загалом | Допрацездатний вік | Працездатний вік | Постпрацездатний вік |
| -------- | ------- | ------------------ | ---------------- | -------------------- |
| Чоловіки | 62      | 16                 | 37               | 9                    |
| Жінки    | 69      | 11                 | 37               | 21                   |
| Разом    | 131     | 27                 | 74               | 30                   |